# Ludwig Malzbender
Ludwig Malzbender (* 5. November 1900 in Langenberg, jetzt Velbert; † 26. November 1966 in Witten) war ein deutscher Politiker der NSDAP. Im Jahr 1933 war er kurzfristig Landrat des Landkreises Lippstadt und Oberbürgermeister der Stadt Dortmund.

## Leben und Wirken
Ludwig Malzbender wurde am 5. November 1900 in Langenberg als zweites von elf Kindern einer katholischen Rektorenfamilie geboren. Er besuchte das Realgymnasium und meldete sich im Sommer 1917 als Freiwilliger zum Kriegshilfsdienst. Er wurde als Dolmetscher in der Etappenkommandantur Bazeilles eingesetzt. Er absolvierte 1918 sein Abitur und wurde nach der deutschen Kapitulation im Dezember desselben Jahres aus dem Militärdienst entlassen. Er nahm umgehend ein Jurastudium in Freiburg auf, wechselte später nach Heidelberg, München und Bonn. Im Juli 1922 legte er die erste juristische Staatsprüfung ab, im Dezember 1925 die zweite.
Während seines dreijährigen Referendariats war Malzbender am Amtsgericht Bad Ems, bei der Staatsanwaltschaft und beim Landgericht Limburg, bei einem Rechtsanwalt, am Amtsgericht Wiesbaden und am Oberlandesgericht Frankfurt am Main tätig. Nach seiner Referendariatszeit arbeitete er zunächst in der Inneren Verwaltung der Provinz Oberschlesien, später beim Amtsgericht Rennerod, dann bei der Staatsanwaltschaft und beim Amtsgericht Altona und schließlich bei den Landgerichten Tilsit, Insterburg und Königsberg. Am 1. Februar 1930 wurde er als Gerichtsrat an das Amts- und Landgericht Dortmund berufen, wo er auch den Vorsitz des Arbeitsgerichts übernahm.
Malzbender knüpfte bald nach seiner Ankunft in Dortmund geheime Kontakte zum Bund Nationalsozialistischer Deutscher Juristen, der in Dortmund unter der Führung des Rechtsanwalts Wilhelm Stockheck stand. 1930 heiratete er. Im August 1932 war er Beisitzer im Schwanenwall-Prozess, bei dem acht Polizisten, die gegen NSDAP-Mitglieder vorgegangen waren, zu Haftstrafen verurteilt wurden. Nach der „Machtergreifung“ der Nationalsozialisten 1933 strebte er eine berufliche Veränderung an und wurde auf Empfehlung Stockhecks zum kommissarischen Landrat im Landkreis Lippstadt berufen. Er ließ sich am 4. Mai von seinem Richteramt entbinden und trat tags darauf sein Landratsamt in Lippstadt an.
Nachdem der langjährige Dortmunder Bürgermeister Ernst Eichhoff sich unter Druck in den vorzeitigen Ruhestand hatte versetzen lassen, ernannte Hermann Göring als preußischer Innenminister Malzbender am 20. Juli zum kommissarischen Oberbürgermeister Dortmunds. Die gleichgeschaltete Stadtverordnetenversammlung holte elf Tage später den Wahlakt nach und am 7. August wurde er offiziell in das Amt eingeführt, nachdem er einen Tag zuvor seinen Landratsposten aufgegeben hatte.
Im November 1933 tauchten erste Gerüchte auf, Malzbender sei SPD-Mitglied gewesen. Er hatte keine frühere Parteimitgliedschaft im Fragebogen zum Berufsbeamtengesetz angegeben und stritt gegenüber dem Kreisleiter auch weiterhin eine SPD-Mitgliedschaft ab. Einen Tag später gestand er sie jedoch gegenüber dem Bürgermeister Bruno Schüler ein. Parallel dazu wurde auch eine Mitgliedskarte des Zentrums öffentlich. Daraufhin wurde Malzbender aufgefordert, zu seinen falschen Auskünften Stellung zu nehmen. Er ließ jedoch die gestellte Frist verstreichen und flüchtete am 28. November nach Freiberg in Mähren (Tschechoslowakei), später nach Eindhoven (Niederlande).
Nach der Flucht enthob der Regierungspräsident Malzbender am 29. November 1933 seines Bürgermeisteramts, womit er offiziell in den Justizdienst zurückkehrte. Daraufhin regte der Oberlandesgerichtspräsident von Hamm bei der Generalstaatsanwaltschaft ein Dienststrafverfahren an. Am 28. Januar 1934 entschied der Dienststrafsenat auf Dienstentlassung. Malzbender legte dagegen am 26. März Berufung ein und wurde am 20. April beim Grenzübertritt verhaftet. Er wurde zunächst in das Gefängnis Düsseldorf gebracht und kam danach in Gestapo-Haft. Während der Haftzeit bestätigte das Kammergericht das Entlassungsurteil. Nach der Haftentlassung war Malzbender als Wirtschaftsberater tätig.
1951 und 1966 machte er Ansprüche nach dem Gesetz zur Wiedergutmachung nationalsozialistischen Unrechts für Angehörige des öffentlichen Diensts geltend. Am 24. November 1966 beantragte er die Wiederaufnahme des Dienststrafverfahrens von 1934. Zwei Tage später verunglückte Ludwig Malzbender im Alter von 66 Jahren tödlich. Das Verfahren wurde von seiner Witwe fortgesetzt und die Dienstentlassung am 23. August 1968 vom Oberlandesgericht Hamm aufgehoben.